# تنگ ماهی
تنگ ماهی (انگلیسی: Fish Tank) فیلم درام بریتانیایی به کارگردانی آندریا آرنولد است که در سال ۲۰۰۹ منتشر شد. از بازیگران آن می‌توان به کتی جارویس، مایکل فاسبندر، کیرستون وارینگ و هری ترداوی اشاره کرد.
تنگ ماهی توانست در سال ۲۰۱۰ برندهٔ جایزه بفتای بهترین فیلم انگلیسی شود. این فیلم همچنین توانست جایزهٔ هیئت داوران جشنواره فیلم کن را در سال ۲۰۰۹ از آنِ خود کند. همچنین این فیلم برنده ۲۱ جایزه و نامزد ۲۹ جایزه دیگر شده است. این فیلم در فهرست صد فیلم برتر قرن بیست و یکم بی‌بی‌سی در رتبهٔ ۶۵ قرار گرفت.

## داستان
در مجتمع مسکونی ارزانقیمت شرق لندن، میا ویلیامز، دختری ۱۵ ساله با روحیهای آتشفشانی و منزوی، همراه مادر مجردش، جوآن، و خواهر کوچکترش، تایلر، زندگی میکند. میا، تازه با تنها دوستش، کیلی، قطع رابطه کرده و رابطهاش با خواهر باهوشتر و مادر پرخاشگرش نیز پرتنش است. خشونت فیزیکی او حتی متوجه دوستان کیلی هم میشود. میا برای فرار از این آشفتگی، اغلب در یک آپارتمان خالی همان ساختمان، تنها و پس از نوشیدن سیدر الکلی، به تمرین رقص هیپهاپ میپردازد.
روزی در اردوگاه مسافران، با اسبی بسته مواجه میشود. تلاش او برای آزاد کردن حیوان، با دخالت دو مرد جوان، صاحبان اسب، مواجه شده و به تعقیب و گریز میانجامد. بیلی، جوانتر از آن دو، نسبت به میا رفتاری ملایمتر دارد.
کانر، دوستپسر جدید و جذاب جوآن، وارد زندگی آنها میشود. او تحت تأثیر حرکات رقص میا قرار میگیرد و خانواده را به سفری یکروزه به حومه شهر دعوت میکند. در این سفر، آهنگ مورد علاقهاش، نسخه بابی وامک از «کالیفرنیا دریمین» را معرفی میکند و به میا ماهیگیری با دست را میآموزد. میا، هرچند با کانر رفتاری خشن دارد، اما به دنبال جلب توجه اوست.
با مراجعه مددکار اجتماعی به دلیل مشکلات میا و پیشنهاد فرستادن او به مرکز نگهداری نوجوانان مشکلدار، میا از خانه فرار میکند. در یک کافینت، آگهی استخدام رقاص یک باشگاه را (که آشکارا به دنبال رقاصهای اروتیک است) برمیدارد. درگیری با دوستان کیلی در همان کافینت به زد و خورد منجر میشود. میا بعداً به محل کار کانر (نگهبانی) میرود و او او را برای شرکت در آزمون رقص تشویق کرده و دوربین فیلمبرداری به او قرض میدهد تا نمونه کار ضبط کند. تعاملات آنها کم کم به سمت رابطه ای عاشقانه پیش میرود.
رفتارهای عاشقانه کانر تشدید میشود (شامل یک تنبیه بدنی شوخیگونه) و حسادت میا پس از شنیدن صدای رابطه او با مادرش، به خشم تبدیل میشود. او سپس به بیلی در دزدیدن قطعهای موتور از یک خرابه کمک میکند و گویی قصد دلربایی دارد.
میا پس از ارسال نوار، برای اجرای حضوری به باشگاه دعوت میشود. در شبی که جوآن مست در طبقه بالا بیهوش است و میا و کانر نیز مشروب نوشیدهاند، کانر از میا میخواهد رقصش را نشان دهد. میا بر روی آهنگ «کالیفرنیا دریمین» میرقصد و کانر با او رابطه جنسی برقرار میکند. او از میا میخواهد این رابطه پنهانی بماند. صبح روز بعد، میا صدای گریه مادرش را میشنود؛ کانر خانه را ترک کرده است. جوآن در خشم، به میا میگوید که قصد سقط او را در دوران بارداری داشته است. میا خانه طبقه متوسط کانر را پیدا میکند. کانر با اشاره به سن کم میا، پایان رابطه را اعلام کرده و او را به ایستگاهی میرساند. اما میا مخفیانه به خانه او بازمیگردد و با دوربینی مواجه میشود که فیلمهای همسر و دختر خردسال کانر، کیرا، را نشان میدهد. میا عصبانی بر کف اتاق نشیمن ادرار میکند و هنگام بازگشت خانواده، از در پشتی فرار میکند.
میا در اطراف خانه کانر پرسه میزند و در نهایت کیرا را از خانوادهاش دور میکند. کیرا سعی در فرار دارد، میا به او میرسد و فریاد میزند که دیگر ندود. وقتی کیرا به لگد زدن به پای میا ادامه میدهد، میا او را به رودخانه تیمز هل میدهد. پس از لحظهای درک وحشتناک عملش، به کیرا کمک میکند از آب بیرون بیاید و او را به خانه میرساند (بدون شناسایی). کانر به سرعت پس از بازگشت کیرا، میا را تعقیب کرده و در یک زمین باز، او را به سختی سیلی میزند.
میا برای آزمون رقص میرود، اما ماهیت واقعی آن (رقص اروتیک) را درک میکند. با شروع آهنگ انتخابیاش («کالیفرنیا دریمین» از سی دی کانر)، صحنه را با ناامیدی ترک میکند.
او به خانه بیلی میرود، اما اثری از اسب نیست. بیلی خبر مرگ اسب (به دلیل بیماری یا آسیب) را میدهد و میا به گریه میافتد. بیلی از میا دعوت میکند همراه او به کاردیف برود. میا برای سفر به خانه بازمیگردد و در آخرین صحنه، با وجود سردی روابط، همراه جوآن و تایلر، هماهنگ با آهنگ «زندگی سگی است» اثر نس میرقصد. میا پس از بغل گرم تایلر، به همراه بیلی راهی ولز میشود.

## بازیگران
- کتی جارویس
- مایکل فاسبندر
- کیرستون وارینگ
- ربکا گریفیتس
- هری ترداوی
- سیدنی مری نش

## تولید
کتی جارویس در نقش میا قبل از این فیلم هیچ فیلمی را بازی نکرده و هیچگونه سابقه ای در بازیگری سینما و تئاتر را نداشته و کارگردان فیلم او را در ایستگاه قطار در حالی که با دوست پسرش در حال دعوا بوده می‌بیند و نقش بازی در این فیلم را به او پیشنهاد می‌دهد.
در زمان تولید فیلم هر یک از بازیگران فیلم، بخش‌های از فیلمنامه را که به آنها داده شده بود را اجرا می‌کردند و هیچ‌کدام از آنها فیلم نامه کامل فیلم را مطالعه نکرده بود و آنها نمی‌دانستند که چه نقش‌هایی و کارهایی را در نقش‌هایشان در ادامه فیلم را بازی می‌کنند.